# Arturo Basile
Arturo Basile (Canicattini Bagni, 16 gennaio 1914 – Vercelli, 21 maggio 1968) è stato un direttore d'orchestra italiano,  conosciuto principalmente in campo operistico.

## Biografia
Nato in Sicilia, all'età di 9 anni si trasferì con la famiglia a Torino, dove a 12 anni iniziò lo studio dell'oboe al Regio Conservatorio Giuseppe Verdi, che aveva allora come direttore Franco Alfano. Studiò tra gli altri col maestro Giorgio Federico Ghedini ottenendo il diploma nel 1933 e dagli anni quaranta iniziò la carriera di direttore con l'orchestra sinfonica dell'EIAR.
Nel secondo dopoguerra diresse opere nei maggiori teatri del mondo con i principali interpreti dell'epoca, come Maria Callas e Renata Tebaldi, alla quale, all'inizio degli anni sessanta, fu legato da una relazione sentimentale.
Nel pieno della carriera, all'età di 54 anni, morì tragicamente in seguito a un incidente stradale.
È presente in una discreta discografia, con le etichette Cetra ed RCA e in registrazioni dal vivo.

## Discografia parziale
- Alfano: La leggenda di Sakuntala – Bellini: Il pirata - Arturo Basile/Gianna Galli/Antonio Annaloro/Plinio Clabassi/Mirto Picchi, MYTO
- Mascagni: Cavalleria Rusticana - Arturo Basile, Bacci Bros
- Pietri: Maristella - Arturo Basile/Gianna Galli/Carlo Tagliabue/Agostino Lazzari, MYTO
- Verdi: Aïda - Arturo Basile/Orchestra sinfonica nazionale della RAI di Roma/Gabriella Tucci/Gastone Limarilli/Giuseppe Modesti/Adriana Lazzarini/Giangiacomo Guelfi, Walhall Eternity
- Verdi: Il Trovatore - Arturo Basile/Orchestra e Coro del Teatro dell'Opera di Roma/Richard Tucker/Leontyne Price/Leonard Warren/Rosalind Elias/Giorgio Tozzi, RCA Victor
- Singers of the Century: Franco Corelli, Vol. 2 — Young Hero of Italian Opera - Franco Corelli/Orchestra Sinfonica Nazionale della RAI di Torino/Arturo Basile, Jube